# Par le fer et par le feu (film, 1999)
Pour les articles homonymes, voir Par le fer et par le feu.
Pour plus de détails, voir Fiche technique et Distribution.
Par le fer et par le feu (en polonais : Ogniem i mieczem) est un film historique polonais, réalisé par Jerzy Hoffman et sorti en 1999.

## Liminaire
Ce film est l'adaptation du roman historique éponyme Par le fer et par le feu (Ogniem i Mieczem) d’Henryk Sienkiewicz (1884). Il est un des volumes constituant La Trilogie. L'action se déroule dans les années 1648–1651 durant le soulèvement de Khmelnytsky.

## Synopsis
Par le fer et le feu est un film se déroulant au XVIIe siècle, sur les frontières orientales. La Pologne et les Cosaques se préparent à entrer en guerre. Jan Skrzetuski (interprété par Michał Żebrowski), lieutenant hussard sous la bannière du prince Jeremi Wiśniowiecki, rentre de Crimée et, par accident, libère le commandant des cosaques, Bogdan Khmelnitski, des mains de voyous. De retour à Łubniów, Jan rencontre Helena Kurcewiczówna (interprétée par Izabella Scorupco), lui porte assistance et en tombe éperdument amoureux. Cependant, il ignore que cette femme est déjà promise à Bohun (joué par Alexandre Domogarov), un officier cosaque.

## Fiche technique
- Titre : Par le fer et par le feu
- Titre original polonais : Ogniem i mieczem
- Réalisation : Jerzy Hoffman
- Scénario : Jerzy Hoffman, Andrzej Krakowski
- Production : Jerzy Hoffman
- Société de production : Zodiak Jerzy Hoffman Film Production, Telewizja Polska, Agencja Produkcji Filmowej, Okocimskie Zakłady Piwowarskie S.A.
- Composition musicale : Krzesimir Dębski
- Pays d’origine :  Pologne
- Langue originale : polonais, ukrainien, tatar de Crimée
- Société de distribution : Syrena Entertainment Group
- Genre : historique
- Durée : 175 min
- Dates de sortie : 
  - 8 février 1999 (Pologne)
- Dates de sortie en vidéo :

## Distribution
- Izabella Scorupco : Helena Kurcewiczówna
- Michał Żebrowski : Jan Skrzetuski
- Alexandre Domogarov : Jurko Bohun
  - Jacek Rozenek : Jurko Bohun (voix)
- Daniel Olbrychski : Tugay Bey
- Marina Aleksandrova : Dziwa
- Małgorzata Foremniak : Księzna
- Katarzyna Bujakiewicz : Mila
- Krzysztof Kowalewski : Jan Onufry Zagłoba
- Bohdan Stoupka : Bohdan Khmelnytsky
- Andrzej Seweryn : Jeremi Wiśniowiecki
- Zbigniew Zamachowski : Michał Wołodyjowski
- Wiktor Zborowski : Longinus Podbipięta
- Marek Kondrat : Jean II Casimir Vasa
- Wojciech Malajkat : Rzędzian
- Ewa Wiśniewska : Kurcewiczowa
- Rouslana Pysanka : Horpyna
- Gustaw Holoubek : Adam Kisiel
- Andrzej Kopiczyński : Zaćwilichowski
- Maciej Kozłowski : Maxym Kryvonis
- Adam Ferency : İslâm III Giray
- Gustaw Lutkiewicz : Yakiv Barabach
- Dmytro Myrhorodsky : ataman cosaque
- Jerzy Bończak : Daniel Czapliński
- Krzysztof Gosztyla : Jerzy Ossoliński
- Szymon Kobyliński : Mikołaj Ostroróg
- Łada Marija Gorpienko : demoiselle d'honneur
- Bernard Ładysz : Did Lirnik